# Гормогонии
Гормогонии — короткие клеточные нити цианобактерий, не зависящие от вегетативных нитей. Формировать гормогонии могут различные цианобактерии — как образующие, так и не образующие гетероцисты.

## Особенности
Приобретение гормогоний по сравнению с вегетативным трихомом — это их подвижность, но при этом они не способны к фиксации азота (не содержат гетероцист) и росту. Морфологически клетки гормогоний отличаются от вегетативных клеток, например, по содержанию рибосом, генетического материала, карбоксисом и др. в зависимости от видовой принадлежности. Фотосинтез в клетках гормогоний продолжается, но идет с меньшей интенсивностью. Судьба продуктов фотосинтеза гормогоний неизвестна.
Гормогонии некоторых видов цианобактерий содержат газовые вакуоли, служащие для контроля плавучести. Также может варьировать подвижность гормогоний. Например, цианобактерии родов Lyngbya и Leptolyngbya образуют гормогонии без газовых вакуолей, при этом морфологически они очень напоминают вегетативные трихомы и довольно медлительны. Гормогонии цианобактерий, принадлежащих к родам Chlorogloeopsis и Fischerella, обладают высокой подвижностью и также не содержат газовых вакуолей, при этом их клетки заметно отличаются от вегетативных из-за маленьких размеров и цилиндрической формы. Типичными обладателями газовых вакуолей являются гормогонии цианобактерий, принадлежащих родам Носток (Nostoc), Калотрикс (Calothrix) и Толипотрикс (Tolypothrix).

### Движение
Механизм скольжения гормогоний неизвестен. Предполагается участие в этом процессе белка осциллина, который был идентифицирован в вегетативных клетках Phormidium uncinatum. Возможно, он обеспечивает направленное движение гормогоний посредством внеклеточной слизи. При изучении движения гормогоний было обнаружено, что вегетативные клетки обладают гидрофобностью, в то время как гормогонии гидрофильны. Гормогонии некоторых цианобактерий наделены фимбриями (пили-подобными образованиями), присутствие которых также связано с движением. Фимбрии Nostoc sp. и Calothrix sp. на наружной поверхности клеточной стенки гормогоний многочисленны и расположены перитрихально. Фимбрии цианобактерий отличаются от пилей гетеротрофных бактерий.

## Функции
Важнейшая роль гормогоний — распространение на короткие расстояния нитчатых цианобактерий благодаря скольжению по твердому субстрату или парению в толще воды. Поскольку цианобактерии являются фотоавтотрофными микроорганизмами, положительный фототаксис гормогоний играет важную роль в освоении освещённых мест обитания.

## Формирование
Дифференциация гормогоний начинается с клеточного деления почти одновременно во всех вегетативных клетках трихома, но необязательно во всех трихомах. Деление клеток происходит без синтеза ДНК, поскольку большинство цианобактерий обладает множественным генетическим материалом. То есть даже без синтеза ДНК каждая клетка гормогоний, вероятнее всего, получит хотя бы одну копию ДНК. Часто клетки гормогоний малы, так как образуются посредством неоднократных клеточных делений без увеличения размера клеток. После деления клеток происходит разделение трихомы в произвольных местах. При наличии гетероцист разделение трихомы происходит между гетероцистой и соседней вегетативной клеткой, при этом свободная гетероциста теряет способность к фиксации азота. Продолжительность существования гормогоний невелика — 35—48 часов. После этого они утрачивают газовые вакуоли и подвижность и дифференцируются обратно в вегетативные клетки. В отсутствие связанного азота гормогонии дифференцируются в гетероцисты — вначале на концах трихомы, а затем — в середине. С момента начала дифференциации гормогоний до их полного возвращения в вегетативное состояние проходит 96 часов.

### Регуляция
Известно, что для индукции дифференциации гетероцист у всех известных штаммов цианобактерий достаточно дефицита в среде связанного азота. Для индукции дифференциации гормогоний такой универсальный индуктор не известен. Часто в лабораторных условиях дифференциацию гормогоний вызывают перенесением культуры цианобактерий в свежую среду. Однако уже упомянутое азотное голодание (например, удаление из среды NaNO3) у некоторых штаммов Calothrix и Nostoc вызывает скорее дифференциацию гормогоний, нежели гетероцист. При этом замена NaNO3 на эквимолярные концентрации NaCl, KCL или KNO3 предотвращает дифференциацию гормогоний у Nostoc muscorum, в отличие от Calothrix sp. (PCC 7601). Индуктором дифференциации гормогоний некоторых штаммов Calothrix служит перемещение вегетативных трихом в условия низких температур — 4—10ºС. Дифференциацию гормогоний у некоторых цианобактерий, культуры которых выращивались в условиях низкого содержания фосфора или железа, вызывает добавление в среду культивирования фосфора или железа соответственно. Дифференциация гормогоний у Mastigocladus laminosus наблюдается при перенесении культуры из жидкой среды культивирования на твёрдую. Существует корреляция между процессом дифференциации гормогоний и воздействием различными длинами волн света. Например, при перенесении на красный свет выращенных на зелёном свету различных штаммов Nostoc и Calothrix наблюдается дифференциация гормогоний. Таким же образом красный свет действует на культуру Nostoc muscorum, выращенную в темноте. В общем, было показано, что красный свет вызывает дифференциацию гормогоний, в то время как зелёный свет, один или в сочетании с другими длинами волн, ингибирует дифференциацию гормогоний.